# Ernst von Bülow-Cummerow

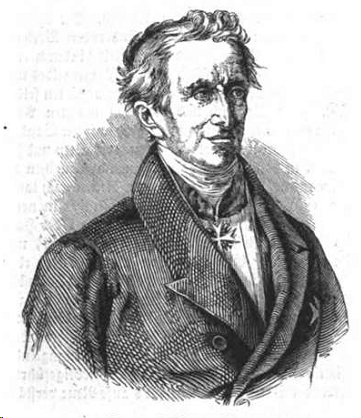
Ernst von Bülow-Cummerow.

Ernst von Bülow-Cummerow, född 1775 och död 1851 var en tysk agrarpolitiker.
Von Bülow-Cummerow gjorde sig från 1821 bemärkt genom en serie arbeten, vari han hävdade jordägarnas ställning i deras förhållande både till byråkratin och representationen. Han bildade 1848 en förening till egendomens värn, med dessa syften i programmet. Hans idéer gick senare igen i det starkt agrarbetonade preussiska konservativa partiet, och han anses ha varit en föregångsman till detta.